# Nicola Jerkan
Nikola Jerkan (Split, Croàcia, el 8 de desembre de 1965), és un futbolista croat, ja retirat, que jugava de defensa.

## Trajectòria
Es va formar a les files del NK Zagreb i el 1983 va passar al Dinamo Vinkovci, on es va estar tres anys abans de donar el salt a un dels grans de la llavors lliga iugoslava, l'Hajduk Split. Al club croat va pertànyer durant quatre anys, del 86 al 90, destacant les dues darreres campanyes sobretot.
El 1990 fitxa pel Reial Oviedo, de la lliga espanyola. A Astúries va militar sis temporades, sent peça clau del conjunt ovetenc en totes elles (mai va baixar dels 30 partits per temporada), i a més a més, va ser nomenat defensa més destacat de la competició a la lliga 91/92.
Deixa l'Oviedo i es trasllada a la lliga anglesa amb el Nottingham Forest, on amb prou feines tindria oportunitats de jugar i fins i tot seria cedit la 97/98 al Rapid de Viena.
Finalment, el 1999 s'incorpora al conjunt belga del Charleroi. A Bèlgica va disputar dues temporades abans de retirar-se.

## Selecció
Jerkan va ser 31 vegades internacional amb la selecció de futbol de Croàcia, i va marcar un gol. Va formar part del combinat del seu país que va acudir a l'Eurocopa d'Anglaterra 1996.